# KAIROS
Pour les articles homonymes, voir Kairos (homonymie).
KAIROS Canada est un organisme religieux œcuménique visant à des transformations sociales au moyen de campagnes de mobilisation, de programmes d'éducation et d'activités de recherche portant sur les thèmes de justice environnementale, justice économique, énergie et mines, droits humains, modes de vie justes et durables, et peuples autochtones. Ces programmes sont animés, mis en place et partagés par environ 21 partenaires en Afrique, Asie, Amérique latine et Moyen Orient, par quelque 80 groupes communautaires locaux au Canada, ainsi que par d'innombrables autres organismes, églises et individus.

## Églises membres
KAIROS a été fondé le 1er juillet 2001 pour regrouper le travail de dix coalitions œcuméniques existantes, dont le travail peut être décrit comme suit : sur le plan géographique il s'étend des Amériques à l'Asie, l'Afrique et le Moyen-Orient; sur le plan thématique, il couvre droits humains, justice économique, écologie et droits des peuples autochtones; sur un plan pratique, il procède de la recherche à l'éducation et à des campagnes de mobilisation.
Le comité directeur est composé de représentants des églises membres et d'organismes religieux
- Église anglicane du Canada
- Développement et Paix
- La Conférence des évêques catholiques du Canada
- Conférence religieuse canadienne
- Église réformée chrétienne en Amérique du Nord
- Église Évangélique luthérienne du Canada
- Mennonite Central Committee of Canada
- Église presbytérienne du Canada
- The Primate's World Relief and Development Fund (PWRDF)
- Assemblée annuelle canadienne de la Société religieuse des Amis
- Église unie du Canada

KAIROS est aussi membre de Initiative Halifax, une coalition d'organisations non gouvernementales canadiennes pour des travaux d'intérêt public et une éducation aux Institutions financières internationales, ainsi que du Conseil canadien pour la coopération internationale, de Mines Alerte et de plusieurs autres organismes.

## Programmes
La mission principale est d'aider les gens à modifier les structures qui créent des conditions entraînant faim, pauvreté, dégradation de l'environnement et des droits humains. La réalisation de cet objectif implique des transformations de type structurel au niveau local, plutôt qu'à simplement fournir de l'aide humanitaire.
Les programmes sont regroupés sous les deux catégories principales de Viabilité à long terme et Dignité et droits humains, regroupant des projets sur: justice environnementale, monde global de la finance, femmes de courage et justice pour les migrants. Des partenaires de KAIROS travaillent avec des ONG dans des pays particulièrement touchés par ces problèmes, notamment la République démocratique du Congo, la Colombie, la Palestine/Israël, le Soudan et les Philippines.
Depuis 2011, KAIROS travaille sur les droits des autochtones au Canada. Cela a débuté avec la campagne de 2011-2012 intitulée « Vérité, réconciliation et équité ». L'organisme s'est aussi investi dans la mise en œuvre de la Déclaration des Nations unies sur les Droits des peuples autochtones 
 (UNDRIP) au Canada. Cette campagne a fait connaître la clause de « consentement préalable, donné librement et en connaissance de cause », surtout en matière d'extraction des ressources. Elle a activement soutenu le mouvement Idle No More au Canada et s'est explicitement engagée dans le mandat de témoin et de soutien en vue de la guérison psychologique des personnes qui ont souffert du système des écoles résidentielles.
Le programme Femmes de courage cherche à accroître la capacité des femmes et des organisations féminines à lutter contre la militarisation et à défendre leurs droits humains.

## Partenariats
KAIROS organise ses campagnes avec l'aide d'une centaine de groupes œcuméniques au Canada.

### Asie-Pacifique
- Ecumenical Voice for Peace and Human Rights in the Philippines (EcuVoice) ; Philippines
- KontraS ; Indonésie
- JATAM ; Indonésie et Nord des Philippines
- « Pacific Conference of Churches »(Archive.org • Wikiwix • Archive.is • Google • Que faire ?) ; Kiribati, Tahiti, Tuval
- RIMM/Innabuyog ; Indonésie et Nord des Philippines

### Afrique
- African Initiative on Mining, Environment and Society (AIMES); Ghana, Mali et Tanzanie
- African Women’s Economic Policy Network (AWEPON); Tanzanie et Ouganda
- All Africa Conference of Churches (AACC); République démocratique du Congo (RDC), Ghana, Mozambique, Tanzanie et Zambie
- Héritiers de la Justice; RDC, Kenya et Soudan
- Oilwatch Africa; Ghana, Mali et Nigéria
- « Sudan Council of Churches (SCC) »(Archive.org • Wikiwix • Archive.is • Google • Que faire ?); RDC, Kenya et Soudan
- World Student Christian Federation; RDC, Kenya et Soudan

### Amérique latine
- Acción Ecológica; Honduras, Équateur, Mexique, Pérou et Bolivie
- « CEIBA – Guatemala »(Archive.org • Wikiwix • Archive.is • Google • Que faire ?); Honduras, Équateur, Mexique, Pérou et Bolivie
- CIEPAC; Mexique
- Latin America Council of Churches (CLAI); Honduras, Équateur, Mexique, Pérou et Bolivie
- Popular Feminist Organization (OFP); Honduras, Équateur, Mexique, Pérou et Bolivie
- Tepeyac Human Rights Centre; Honduras, Équateur, Mexique, Pérou et Bolivie

### Moyen Orient
- Department of Service to Palestinian Refugees
- Jerusalem Centre for Women
- Sabeel Ecumenical Liberation Theology Centre
- Wi'am: Palestinian Conflict Resolution Centre

## Arrêt du financement par l'ACDI
Le 30 novembre 2009, l'agence canadienne pour le développement international (ACDI) informe KAIROS que sa demande de financement de 7 millions $ pour l'exercice 2009-2013 a été rejetée.
Le 16 décembre, Jason Kenney, ministre de la citoyenneté, de l'immigration et du multiculturalisme, déclara, lors d'une conférence à Jérusalem, que, en signe de lutte contre l'antisémitisme, son ministère avait retiré son financement à une organisation comme KAIROS, en raison de son leadership dans des campagnes de boycott, de désinvestissement et de sanctions contre Israël. La direction de KAIROS a répondu que la déclaration de Kenney reposait sur des informations inexactes et qu'il était outrageant de qualifier quelqu'un d'antisémite simplement parce qu'il critiquait le gouvernement d'Israël.
Une autre raison du retrait des subventions à KAIROS peut être due à son programme de sensibilisation aux activités minières, qui soutient activement la déclaration des Droits des peuples autochtones au Canada et à l'étranger et a fait campagne pour que le gouvernement canadien signe cette déclaration. Il a aussi soutenu le projet de loi C-300, qui aurait tenu les compagnies minières canadiennes légalement responsables pour leurs activités à l'étranger. Ces campagnes étaient en opposition radicale avec les orientations du gouvernement de Stephen Harper, qui appuie sans réserve les minières canadiennes ainsi que l'exploitation des sables bitumineux de l'Athabasca. KAIROS a recommandé un moratoire sur l'adoption de nouveaux projets d'exploitation dans cette industrie.
En décembre 2010, il est apparu que l'ACDI avait en fait recommandé l'octroi de la subvention à KAIROS, mais que le mot « not » avait été rajouté dans la lettre après qu'elle fut signée,. La conduite de Bev Oda lui a valu une sévère réprimande de la part du président de la Chambre pour avoir induit celle-ci en erreur.